# O環測試法

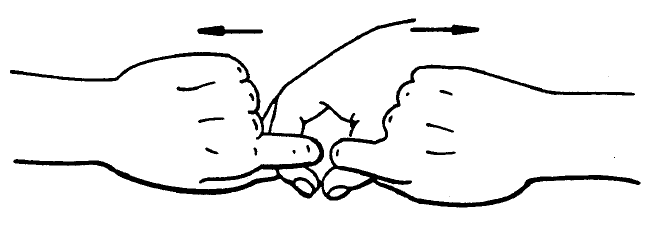
O環測試法，美國專利 5188107

O環測試法（英語：Bi-Digital O-Ring Test，縮寫為 BDORT ），由大村惠昭（Oshiaki Omura）醫師在1981年發表的一種簡易徒手測試法，並在1993年獲得美國專利局專利（專利號碼 5188107）。

## 測試方式
它要求患者將右手食指與姆指貼在一起，形成O形，並出力，另一手放置要測量的對象，如器官患部切片、要使用的藥品樣本，或潛在的可能過敏原等。之後，醫師再用自己的手施力，拉開患者右手的食、姆指。醫師可以根據病人抗拒的程度，來了解患病的器官為何，這個藥物適不適合這位患者、有沒有療效，或是這個疾病是否起於某個過敏原等。

## 外部連結
- 大村惠昭 O環測試法官方網站（页面存档备份，存于）